# Qantas-Flug 755
Der Qantas-Flug 755 (Flugnummer: QF 755) war ein planmäßiger Flug der australischen Fluggesellschaft Qantas Airways von Sydney nach Hongkong, der von einer Bombendrohung überschattet wurde. In Australien ist der Zwischenfall als „Qantas bomb hoax“ bekannt.

## Flugverlauf
Am Mittwochnachmittag des 26. Mai 1971 hob die Boeing 707 unter der Leitung des Pilot Flying William Selwyn um 11:30 Uhr vom Kingsford Smith International Airport in Sydney ab mit Ziel Flughafen Kai Tak in Hongkong.
Eineinhalb Stunde nach dem Start ging ein Anruf ein, der von einer Bombe an Bord sprach und für die Information, wo die Bombe sich genau befindet, 500.000 US-Dollar forderte. Die Bombe würde explodieren, sollte das Flugzeug unter 20.000 Fuß (6.500 m) sinken.
Als Captain Selwyn informiert wurde, befand sich das Flugzeug in der Nähe von Dalby, westlich von Brisbane. Er informierte die Passagiere, dass man aufgrund „eines technischen Fehlers“ nach Brisbane fliegen müsse. Jedoch entschied sich Qantas für Sydney, weil dort die Einrichtungen für einen Katastrophenfall von möglichen 128 Todesopfern besser waren; den Passagieren wurde gesagt, dass Brisbane ihren Flug, ihre Landung, nicht annehme. Acht Boote der australischen Navy, 17 Rettungswagen und 12 Feuerwehrwagen wurden aktiviert.
Die Qantas baute einen direkte Funkverbindung zum Flugzeug auf und die Maschine, im Luftraum Sydney angekommen, drehte auf dem offenen Meer östlich des Bondi Beach mit minimaler Kraft Warteschleifen, während die Besatzung „nach einem Objekt“ suchte.
Nachdem dem Erpresser schließlich das Lösegeld um 17:45 Uhr übergeben wurde, meldete er sich um 18:10 oder 18:20 Uhr per Telefon und teilte mit, dass sich keine Bombe an Bord des Flugzeuges befände und man sicher landen könne und so begann um 18:40 Uhr der Landeanflug und die Maschine setzte nach sechs Stunden und mit einer Resttankfüllung, die für 16 Minuten Flug gereicht hätten unbeschadet auf.

“We have been advised there is nil – repeat nil – bomb on board. Please advise your cabin altitude and aircraft altitude.”

„Uns wurde mitgeteilt, dass sich keine - ich wiederhole: keine Bombe an Bord befindet. Bitte teilen Sie uns Ihre Kabinendruckhöhe und die Flughöhe des Flugzeugs mit.“

## Hintergrund
Der Brite Peter Macari kam 1969 mit 31 Jahren nach Australien eingereist, nachdem er eine Kaution in seinem Heimatland hatte verfallen lassen. Als er eines Abends in seinem Motel-Zimmer saß und Fernsehen sah, lief der Film Der Flug des Schreckens aus dem Jahr 1966, der ihn inspirierte.
Gemeinsam mit seinem 28-jährigen Komplizen Rayomd Poynting, der wusste, wie man eine Bombe baute, und für seine Mittäterschaft von Macari 50.000 US-Dollar versprochen bekam plante er die Erpressung.
Um 11 Uhr am 26. Mai 1971 rief Macari als „Mr. Brown“ die zivile Luftfahrtbehörde, die Commonwealth Police oder Qantas Airways, an und forderte 500.000 US-Dollar für die Herausgabe der Information, die zum Auffinden der Bombe an Bord führt. Die Bombe würde automatisch explodieren, sobald das Flugzeug unter 20.000 Fuß (6.500 m) sinkt. Um der Echtheit seiner Forderung Nachdruck zu verleihen, gab Mr. Brown an, in einem Schließfach im Sydneyer Flughafen eine identische, zweite Bombe platziert zu haben. Diese zweite Bombe würde ab einer Höhe von unter 5.000 Fuß (1.500 m) explodieren, was nach einem Testflug in einer Qantas-Maschine (Boeing 707) – der Sprengstoff wurde durch eine Glühbirne getauscht – bestätigt werden konnte.
Um 17:30 Uhr gab man den Forderungen nach und der Generaldirektor von Qantas, Phillip Howson, willigte der Forderung ein. Schon 15 Minuten später, erschien vor dem Hauptgebäude von Qantas in Sydney ein gelber gestohlener oder gemieteter Volkswagen-Van und man übergab Mr. Brown das Geld.
Um 18:10 Uhr oder 18:20 Uhr rief der Täter ein weiteres, ein letztes Mal an und sagte, dass es keine Bombe an Bord des Flugzeuges gäbe und man sicher landen könne und so setzte die Maschine unbeschadet auf.
Macari und Poynting gaben nach einer dreimonatigen Phase des Untertauchens das Geld großzügig aus: zwei Autos, ein Penthouse am Bondi Beach. Ihr neuer Reichtum machte eine Tankstellen/Reparaturwerkstatt-Mitarbeiterin misstrauisch und am 4. August 1971 wurden beide verhaftet.
Poynting wurde zu sieben Jahren Haft, Macari zu den 15 Jahren Haft (maximale Höchststrafe) verurteilt. Nach neun Jahren im Gefängnis wurde Macari in sein Heimatland abgeschoben – mit einem Qantas-Flug. Nach seiner Rückkehr eröffnete er im Süden Englands ein Fish-and-Chips-Bistro.
Von den erbeuteten 500.000 US-Dollar konnten in einer Wohnung in Annandale (New South Wales) bei Renovierungsarbeiten 137.000 oder 138.000 unter einem Kamin sichergestellt werden, ungefähr 112.000 wurden ausgegeben und ungefähr 250.000 oder 261.387 bleiben verschollen. Qantas erzielte mit dem Verkauf der Fahrzeuge (zwei Morris Cooper S, ein E-Type Jaguar, ein Ford Falcon 351 GT, ein Chevrolet Camaro und ein Van) 17.500 und der zwei Aktenkoffer, mit denen das Geld übergeben wurden, 40 US-Dollar.

## Flugzeug
Das Modell Boeing 707 kam im Jahr 1959 zur Qantas, die (Typ) 707-338C war das 21. Boeing-Flugzeug bei Qantas und wurde am 8. März 1967 registriert und auf den Namen „The City of Broken Hill“ getauft. Sie wurde im November 1976 als P2-ANH registriert an Air Niugini verkauft. Die Boeing war auch als N707MB, 9Q-CDA, N707HW, OB-t-1264, B2426, G-EOCO und AF93-0597 registriert und wurde im Februar 2012 auf der Al Udeid Air Base in Katar verschrottet.

## Pilot
Der Pilot William Selwyn wurde am 24. Februar 1922 in Rose Bay geboren. Beim Ausbruch des Zweiten Weltkrieges trat er der Royal Australian Air Force bei und wurde schließlich in England der 36 Squadron Coastal Command der Royal Air Force zugeteilt, wo er mit der Vickers Wellington Einsätze gegen U-Boote in Nordafrika, Italien und den Äußeren Hebriden flog. Nach Kriegsende ging er zurück nach Australien und flog für Cathay Pacific. Danach flog er vom Flughafen Camden (New South Wales) mit einer Douglas DC-3 in ländliche Gebiete. 1966 heiratete er Christina Hobb, geborene Morrison, und ging mit ihr nach Western Australia, wo er für MacRobertson Miller Airlines flog. Danach flog er für Qantas die Boeing 707 und ging nach dem im Artikel behandelten Zwischenfall in den Ruhestand, obgleich ihm angeboten wurde, eine Lizenz für die Boeing 747 zu machen. Später zog er nach Bendigo. Er verstarb im Jahr 2010.

## Rezeption
- Film: Call Me Mr. Brown aus dem Jahr 1986.
- Musik: A Certrain Mr. Brown, weniger als ein Monat nach dem Zwischenfall veröffentlichte Peter Hiscock und Festival Records Australia diesen Popsong auf einer Single.[4]